# Johnny Hallyday Parc des Princes 1993
Pour les articles homonymes, voir Parc des Princes (homonymie).
Albums par Johnny Hallyday
Bercy 92
(1993) Rough Town
(1994)
Lives par Johnny Hallyday
Johnny Hallyday Bercy 92
(1993) Johnny Hallyday Lorada Tour (Bercy 1995)
(1996)
Singles
1. Je serai là - Retiens la nuit
Sortie : 8 juin 1993
2. Tes tendres années
Sortie : Août 1993
3. Requiem pour un fou - O Carole
Sortie : Septembre 1993

Johnny Hallyday Parc des Princes 1993 est le 16e album live de Johnny Hallyday. 
Réalisé par Chris Kimsey (en), l'album sort en simple CD le 7 juillet et en long box triple CD le 21 septembre 1993. 
Il a depuis, fait l'objet de plusieurs rééditions, complétant à chaque fois son contenu de titres demeurés absents de l'édition originale, jusqu'à celle « spécial 30ème anniversaire » de juin 2023, qui propose les versions intégrales des trois représentations au Parc des Princes, les 18, 19 et 20 juin 1993.

## Histoire
L'année de ses 50 ans, Johnny Hallyday se produit trois soirs durant au Parc des Princes, les 18, 19 et 20 juin 1993.
Pour ce nouveau spectacle, nommé « Retiens ta nuit », le chanteur entre en scène en fendant la foule ; s'offrant la plus belle bousculade de sa carrière, il met de longues minutes à gagner la scène qui occupe toute la largeur du stade. Les images de l'entrée en scène de Johnny Hallyday, font le tour de l'Europe et suscitent bien des commentaires dans la presse, mais aussi ceux d'artistes internationaux, tels Tina Turner et Mick Jagger. Le décor reproduit le Pont du Golden Gate de San Francisco. Véritable pont malgré tout, que traversent à certains instants du show motos et voitures, il est même l'endroit d'une rixe sur La bagarre.
Johnny Hallyday interprète cinquante-deux chansons, (dix-huit sont réparties en quatre pots-pourris), survolant l'ensemble de sa carrière. Le tour de chant comprend plusieurs duos et la participations de nombreux proches du chanteur : Joey Greco (ancien guitariste de son groupe Joey and the Showmen), l'accompagne à la guitare sur O Carole, David Hallyday tient la batterie pour Oh ! Ma jolie Sarah et chante avec son père Mirador, (dans une version inédite franco-anglaise), Paul Personne est à la guitare sur Excuse-moi partenaire et La Musique que j'aime ; Michel Sardou est en duo sur L'Envie et Eddy Mitchell sur Excuse-moi partenaire et Happy birthday rock'n'roll (titre d'Eddy, repris pour l'occasion - 1980 album Happy Birthday). Mais le « clou » des surprises est la présence de Sylvie Vartan, partie intégrante du show, où une mise en scène spéciale lui est réservée pour son entrée : alors que Johnny chante Elle est terrible, Sylvie Vartan assise au volant d'une MG traverse le pont. Quelques instants plus tard, sur la scène, accueillie par une ovation du public, elle interprète seule, face à Hallyday, a cappella, Tes tendres années. Ensemble, ils chantent Le feu et Je veux te graver dans ma vie (ce duo est resté inédit en disque durant trente ans).
La mise en scène multiplie les effets spéciaux et les clins d'œil, comme cette main métallique articulée qui rappelle celle géante et gantée du Zénith 84, mais qui cette fois, sur la longue introduction de Gabrielle, fait apparaître non pas l'artiste, mais une danseuse, Isabelle Bouysse, à la superbe plastique qui affole les guitaristes et évolue autour de Johnny durant la chanson.
Ce spectacle de plus de trois heures s'achève sur un final différent chaque soir : L'Envie, Rock'n'roll man et Le Bon Temps du rock and roll. À peine les concerts au Parc des Princes achevés, avec deux ans d'avances, le chanteur annonce sa rentrée à Bercy en septembre 1995.
Après le Parc des Princes, Johnny Hallyday tourne durant l'été en province, présentant un tour de chant qui condense celui du Parc des Princes et de Bercy 92. C'est la dernière fois que le chanteur est accompagné sur scène par le guitariste Norbert Krief et le bassiste Jannick Top (l'artiste va bientôt renouveler entièrement sa formation musicale).

## Autour de l'album

### Éditions originales
Nota, source pour l'ensemble de la section (sauf mentions spéciales) :
Parc des princes 1993 sort sous deux éditions différentes :
- 7 juillet - MC / Cassette audio - CD simple (15 titres) Référence originale : Philips 518108-2[4]
- 21 septembre - Coffret Double MC / 2 Cassette audio - long box triple CD (36 titres) Référence originale : Philips 518412-2[5]

Cet album enregistré en public est le premier disque de Johnny Hallyday à ne pas être édité en vinyle à l'époque de la sortie originale.
Parc des Princes 1993 est également disponible en DCC, en double Laserdisc 30 cm (LDV) et aussi en 1994 en Compact Disc Digital Vidéo, (c'est l'unique fois où le chanteur est diffusé sur ce support, très vite abandonné par ailleurs) Références originales : Polygram 810 2008 - Polygram 810 2009 - Polygram 810 2010. Il sort également en cassette vidéo (en 1993) et en DVD (en 2000 / À noter que les titres Cours plus vite Charlie, Entre mes mains et Happy Birthday Rock'n'roll en duo avec Eddy Mitchell n'apparaissent pas sur les diffusions en vidéo VHS et DVD).
Singles extraits de l'album :
- 8 juin 1993 : Je serai là - Retiens la nuit Référence originale : Philips 862512. C'est le premier single d'Hallyday à n'être diffusée qu'en CD. Le dernier 45 tours de Johnny, Je veux te graver dans ma vie, (version live Bercy 92 - également disponible en CDS) est officiellement sortie le 22 mars 1993. Désormais les singles à venir ne sont plus édités qu'en CD[10].
- Octobre 1993 : Requiem pour un fou - O Carole Référence originale : Philips 862788-2. CD promo hors-commerce : Philips 1716

Plusieurs chansons interprétées au Parc des Princes sont restées inédites lors de l'édition originale de 1993 : 
- Cours plus vite Charlie restée inédite à l'époque, est disponible depuis l'édition de 2013[11],[12].
- Ça ne change pas un homme restée inédite à l'époque, est disponible depuis l'édition de 2018[13],[14].
- L'Envie avec Michel Sardou  (titre pourtant présent lors de la première diffusion du concert, sur TF1, le 25 juin 1993), demeuré inédit au disque jusqu'en 2021, le duo est publié pour la première fois en 2021 sur un triple CD compilant des titres live de Sardou Michel Sardou le concert de sa vie[15] ; puis en juin 2023, à l'occasion de la réédition spéciale 30ème anniversaire, l'intégrale, de l'album live Parc des Princes 1993 de Johnny Hallyday.
- Je veux te graver dans ma vie en duo avec Sylvie Vartan, inédit durant 30 ans, est pour la première fois publié en 2023.

### Rééditions
Édition 2003 :
Triple CD (36 titres - son remastérisé) Référence originale : Mercury Universal Philips 077 216-2.
Édition 2013 :
Triple CD (37 titres + 9 titres en bonus) Référence originale : Mercury Universal 3740003.
Titres inédits et bonus de l'édition 2013 :
Cours plus vite Charlie (uniquement chanté le 18 juin 1993, resté inédit durant 20 ans)
Je suis né dans la rue (version alternative du 19 juin 1993)
O Carole (version alternative du 20 juin 1993)
Le Chanteur abandonné (version alternative inédite du 19 juin 1993)
Hey Joe (version alternative inédite du 18 juin 1993)
Laura (version alternative inédite du 18 juin 1993)
La Musique que j'aime (avec à la guitare Paul Personne ; version complète du 20 juin 1993)
Excuse-moi partenaire (en duo avec Eddy Mitchell et avec Paul Personne à la guitare ; version alternative inédite du 18 juin 1993)
Happy birthday rock'n'roll (en duo avec Eddy Mitchell et avec Paul personne à la guitare ; version alternative inédite du 18 juin 1993)
Mon p'tit loup (ça va faire mal) (version alternative inédite du 20 juin 1993)
Édition 2018 :
Triple CD (38 titres dont 10 titres en bonus), double DVD (Le concert, Les coulisses du Parc des Princes), Référence originale : Mercury Universal 5383073.
Titre inédit (2018), proposé dans cette édition CD-DVD : Ça ne change pas un homme (uniquement chanté le 18 juin 1993, resté inédit durant 25 ans).
Pour la première fois, l'album live est diffusé en vinyles, sous deux éditions :
Coffret cinq 33 tours (identique dans le choix des titres proposés à l'édition originale triple CD de 1993) / référence originale : Mercury Universal 5383064
Double 33 tours (identique dans le choix des titres proposés à l'édition originale simple CD de 1993) / référence originale : Mercury Universal 5383070
Édition 2023 30ème anniversaire, l'intégrale des 3 concerts :
Coffret 9 CD - 1 DVD :
CD 1 à 3 la représentation du 18 juin, 42 titres
CD 4 à 6 la représentation du 19 juin, 39 titres
CD 7 à 9 la représentation du 20 juin, 36 titres
Inclus pour la première les duos inédits Je veux te graver dans ma vie avec Sylvie Vartan et L'Envie avec Michel Sardou. 
après octobre 2023 le blu ray du concert du parc des princes 1993 avec le son dolby atmos pour la 1 er fois 

## Les titres
Nota :
1. Nous donnons ici la liste des titres du long box triple CD de 1993[22]
2. Les titres en gras sont au programme de l'édition simple CD de 1993[23]
3. En 1979, la musique du titre Ma gueule est créditée Pierre Naçabal[24]. Depuis les années 1990, Philippe Bretonnière est crédité comme compositeur - (Pour plus de détails voir ici).

- CD 1

| 1.  | Introduction                                                                      |                                             | Érick Bamy, Jannick Top, Serge Perathoner                    |  |
| 2.  | L'Idole des jeunes (Teenage Idol)                                                 | Ralph Bernet (adaptation)                   | Jack Lewis                                                   |  |
| 3.  | Je suis né dans la rue                                                            | Long Chris                                  | Mick Jones, Tommy Brown                                      |  |
| 4.  | Mon p'tit loup (ça va faire mal) (Betty Lou Is Going Out Tonight)                 | Pierre Billon, Johnny Hallyday (adaptation) | Bob Seger                                                    |  |
| 5.  | Je serai là                                                                       | Étienne Roda-Gil                            | John Hollyday, Trevor Steel, Johnnie Christo, Milan Zekavica |  |
| 6.  | Pot-pourri :                                                                      |                                             |                                                              |  |
|     | - Pas cette chanson (Don't Play That Song (You Lied))                             | Ralph Bernet (adaptation)                   | Ahmet Ertegün, Betty Nelson                                  |  |
|     | - Quand revient la nuit (Mr. Lonely)                                              | Georges Aber (adaptation)                   | Bobby Vinton, Gene Allan                                     |  |
|     | - Retiens la nuit                                                                 | Charles Aznavour                            | Georges Garvarentz                                           |  |
|     | - Si j'étais un charpentier (If I Were a Carpenter)                               | Long Chris (adaptation)                     | Tim Hardin                                                   |  |
| 7.  | O Carole (avec Joey Greco à la guitare) (Carol)                                   | Manou Roblin (adaptation)                   | Chuck Berry                                                  |  |
| 8.  | La bagarre (Trouble)                                                              | Vline Buggy (adaptation)                    | Jerry Leiber, Mike Stoller                                   |  |
| 9.  | Mirador-The Have And To Hold (version franco-anglaise en duo avec David Hallyday) | Étienne Roda-Gil                            | David Hallyday                                               |  |
| 10. | Oh ! Ma jolie Sarah (avec David Hallyday à la batterie)                           | Philippe Labro                              | Mick Jones, Tommy Brown                                      |  |
| 11. | J'ai oublié de vivre                                                              | Pierre Billon                               | Jacques Revaux                                               |  |
| 12. | Noir c'est noir (Black Is Black)                                                  | Georges Aber (adaptation)                   | Steve Wadey, Tony Haynes, Michelle Grainger                  |  |
| 13. | Pot-pourri :                                                                      |                                             |                                                              |  |
|     | - Les Coups (Uptight (Everything's Alright))                                      | Georges Aber (adaptation)                   | Henry Cosby - Sylvia Rose Moy - Stevie Judkins,              |  |
|     | - Jusqu'à minuit (In The Midnight Hour)                                           | Georges Aber (adaptation)                   | Steve Cropper, Wilson Pickett                                |  |
|     | - Aussi dur que du bois (Knock on Wood)                                           | Georges Aber (adaptation)                   | Eddie Floyd, Steve Cropper                                   |  |
|     | - Mal (Hush)                                                                      | Georges Aber (adaptation)                   | John South                                                   |  |
|     | - Je suis seul (What Is Soul)                                                     | Georges Aber (adaptation)                   | Ben E. King, Bob Gallo                                       |  |

- CD 2

| 1.  | Le Chanteur abandonné                           | Michel Berger                           | Michel Berger                               |  |
| 2.  | Pot-pourri :                                    |                                         |                                             |  |
|     | - Pour moi la vie va commencer                  | Jean-Jacques Debout                     | Jean-Jacques Debout                         |  |
|     | - La génération perdue                          | Long Chris                              | Johnny Hallyday                             |  |
|     | - À tout casser                                 | Georges Aber                            | Johnny Hallyday, Tommy Brown                |  |
|     | - Les Bras en croix                             | Jil et Jan                              | Johnny Hallyday                             |  |
| 3.  | Entre mes mains                                 | Gilles Thibaut                          | Jean Renard                                 |  |
| 4.  | La Fille de l'été dernier (Summertime Blues)    | Long Chris (adaptation)                 | Eddie Cochran, John Capehart                |  |
| 5.  | Hey Joe                                         | Gilles Thibaut (adaptation)             | Billy Roberts                               |  |
| 6.  | Le Pénitencier (The House of the Rising Sun)    | Hugues Aufray, Vline Buggy (adaptation) | Alan Price                                  |  |
| 7.  | Laura                                           | Jean-Jacques Goldman                    | Jean-Jacques Goldman                        |  |
| 8.  | Requiem pour un fou                             | Gilles Thibaut                          | Gérard Layani                               |  |
| 9.  | Ma gueule                                       | Gilles Thibaut                          | (pour le crédit du compositeur voir nota 3) |  |
| 10. | Pot-pourri :                                    |                                         |                                             |  |
|     | - Souvenirs, souvenirs (Souvenirs)              | Fernand Bonifay (adaptation)            | Cy Coben (en)                               |  |
|     | - Laisse les filles                             | Jil et Jan                              | Johnny Hallyday                             |  |
|     | - À l'hôtel des cœurs brisés (Heartbreak Hotel) | Long Chris (adaptation)                 | Mae Axton, Tommy Durden, Elvis Presley      |  |
|     | - Let's Twist Again                             | Kal Mann                                | Steve Appel                                 |  |
|     | - Da dou ron ron (Da Doo Ron Ron)               | Georges Aber (adaptation)               | Eddie Greewich, Phil Spector, Jeff Barry    |  |
| 11. | Que je t'aime                                   | Gilles Thibaut                          | Jean Renard                                 |  |

- CD 3

| 1.  | Gabrielle (The King's Dead)                                                                       | Long Chris, Patrick Larue (adaptation) | Tony Cole                             |  |
| 2.  | Fils de personne (Fortunate Son)                                                                  | Philippe Labro (adaptation)            | John Fogerty                          |  |
| 3.  | Quelque chose de Tennessee                                                                        | Michel Berger                          | Michel Berger                         |  |
| 4.  | Elle est terrible (Somethin' Else)                                                                | Jil et Jan (adaptation)                | Sharon Sheeley, Bob Cochran           |  |
| 5.  | Tes tendres années (interprété par Sylvie Vartan) (Tender Years)                                  | Ralph Bernet (adaptation)              | Darrell Edwards                       |  |
| 6.  | Le Feu (en duo avec Sylvie Vartan)                                                                | Michel Mallory                         | Gary Wright                           |  |
| 7.  | L'Envie                                                                                           | Jean-Jacques Goldman                   | Jean-Jacques Goldman                  |  |
| 8.  | La Musique que j'aime (avec Paul Personne à la guitare)                                           | Michel Mallory                         | Johnny Hallyday                       |  |
| 9.  | Excuse-moi partenaire (en duo avec Eddy Mitchell et avec Paul Personne à la guitare) (Cuttin' In) | Ralph Bernet (adaptation)              | Johnny « Guitar » Watson              |  |
| 10. | Happy birthday rock'n'roll (en duo avec Eddy Mitchell)                                            | Claude Moine                           | Pierre Papadiamandis                  |  |
| 11. | Rock'n'roll man                                                                                   | Michel Mallory                         | Tommy Brown                           |  |
| 12. | Le Bon Temps du rock and roll (Old Time Rock and Roll)                                            | Michel Mallory (adaptation)            | George Jackson, Thomas Earl Jones III |  |

## Musiciens
- Direction musicale : Jannick Top, Érick Bamy
- Arrangements : Jannick Top
- Guitares : Norbert Krief, Thibault Abrial
- Basse : Christian Padovan, Jannick Top
- Claviers : Michel Amsellem, Thierry Tamain
- Batterie : Yves Sanna
- Percussions : François Constantin
- Cuivres : Jacques "Kako" Bessot, Éric Giausserand, Alex Perdigon, Bruno Ribeira, Serge Roux
- Chœurs : Mimi Felixine, Rebecca Leigh White, Zeitia Massiah, Ailin McGouclin, Moira Ruskin, Érick Bamy

## Classements hebdomadaires
| Classement (1993-1995)       | Meilleure position |
| ---------------------------- | ------------------ |
| Belgique (Wallonie Ultratop) | 45                 |
| France (SNEP)                | 1                  |

| Classement (2013) | Meilleure position |
| ----------------- | ------------------ |
| France (SNEP)     | 72                 |

| Classement (2018)            | Meilleure position |
| ---------------------------- | ------------------ |
| France (SNEP)                | 12                 |
| Suisse (Schweizer Hitparade) | 97                 |
| Suisse (Charts Romandie)     | 19                 |

## Certifications
| Pays          | Certification | Ventes certifiées |
| ------------- | ------------- | ----------------- |
| France (SNEP) | Platine       | 300 000           |